# Antelothanasis
Antelothanasis (griechisch Αντελοθανάσης) war ein griechischer Sportschütze, der an den Olympischen Sommerspielen 1896 teilnahm. Er trat an im Wettbewerb mit dem freien Gewehr. Seine genaue Platzierung, seine genauen Ergebnisse und sein Vorname sind nicht bekannt. Sicher ist nur, dass er nicht unter die ersten Fünf in diesem Wettbewerb kam.